# Catedral de San Pedro (Buga)
La Catedral de San Pedro Apóstol (o simplemente Catedral de San Pedro) es una catedral católica  localizada en Guadalajara de Buga (Valle del Cauca) en el país sudamericano de Colombia construida bajo la advocación del Apóstol Simón Pedro, que es sede del obispo de Buga, al ser la iglesia mayor de la diócesis homónima. Se encuentra localizada en una esquina, en el cruce de la Calle 6 (Calle de la Iglesia Mayor o del 7 de agosto) con Carrera 15 (Calle de Bolívar), en la Zona 1 (Área Fundacional) del Centro Histórico de Buga, en el costado sur del Parque José María Cabal, a tres cuadras de la Basílica Menor del Señor de los Milagros.

## Historia
La parroquia matriz de Buga fue creada por el Obispado de Popayán a finales del siglo XVI; la estructura se empezó a construir en esos mismos años, ―1574― siendo cura y vicario el beneficiado Francisco Martín Jinete; para la obra usaron tierra pisada y techo pajizo, culminándola en 1616. “La Catedral de Buga, antigua Iglesia Parroquial de san Pedro o Iglesia Matriz, se fundó en las últimas décadas del siglo XVI en el mismo acto ceremonial que dio vida, a la nueva ciudad, cuando los conquistadores demarcaron la Plaza y asignaron los solares para la Iglesia, el Cabildo y las casas de las personas principales. 
Su planta es de tras naves, separadas por pilares de madera, en la nave derecha se encuentra la pila bautismal, de piedra, y en la central, el altar principal, obra del payanés Sebastián Usiña, revestido en laminillas de oro y plata.
La iglesia que es actualmente la catedral pertenecía a los jesuitas, pero al ser expulsados, la iglesia quedó abandonada, ésta, que fue siendo ampliada y ornamentada con el pasar de los años, quedó destruida en 1766 debido a un movimiento sísmico. Nueve años después, con la ayuda económica del Rey de España, fue reconstruida; reconstrucción que se dio por terminada el 30 de diciembre de 1781, para luego ser restaurada en el siglo XX. Con la creación de la Diócesis de Buga, fue elevada al rango de catedral.
Cuenta con las imágenes de los santos: San Pedro, San Vicente de Paul, San Roque, San José, Nuestra Señora del rosario, El Señor crucificado y Nuestra Señora de la Victoria.